# 普扎克
普扎克（法語：Pouzac，法語發音：[puzak]）是法国上比利牛斯省的一个市镇，位于该省中部，属于巴涅尔德比戈尔区。

## 地理
普扎克（43°5'10"N, 0°8'7"E）面积7.58 平方千米，位于法国奧克西塔尼大區上比利牛斯省，该省份为法国西南部内陆省份，北至热尔省，西接大西洋比利牛斯省，南与西班牙接壤，东临上加龙省。
与普扎克接壤的市镇（或旧市镇、城区）包括：奥尔迪藏、巴涅尔德比戈尔、欧邦、拉巴塞尔、特雷邦斯。

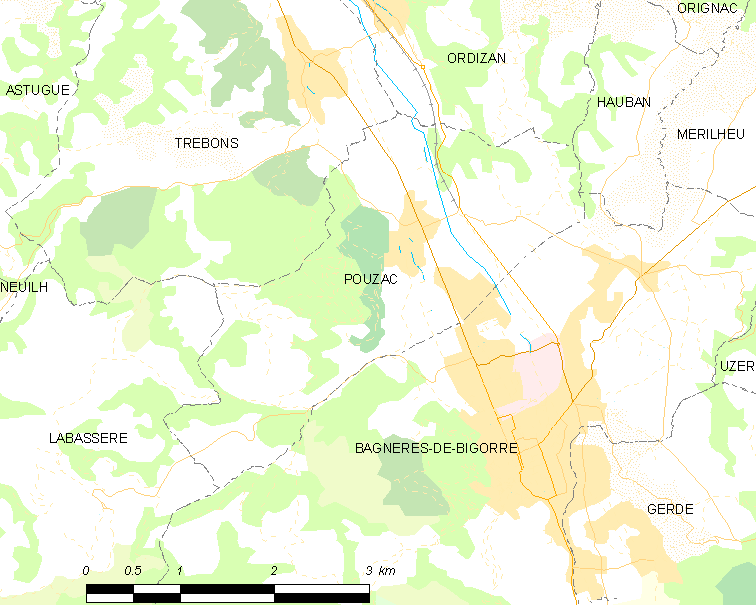
普扎克的OSM定位图

普扎克的时区为UTC+01:00、UTC+02:00（夏令时）。

## 行政
普扎克的邮政编码为65200，INSEE市镇编码为65370。

## 政治
普扎克所属的省级选区为上比戈尔县。

## 人口

1962-2008年间普扎克人口变化图示

普扎克于2022年1月1日时的人口数量为1108人。